# Ковальков Петро Іванович
Ковальков Петро Іванович (1909 — 1953) — радянський військовик, учасник Другої світової війни. Нагороджений орденом Червоної зірки та орденом Вітчизняної війни II ступеня.

## Життєпис

Могила Ковалькова Петра Івановича на Другому міському кладовищі Харкова

Петро Ковальков народився у 1909 році, за національністю українець. Проходив строкову службу у лавах Червоної армії з 1931 до 1932 року.
Петро Ковальков був призваний до Збройних сил СРСР 16 жовтня 1941 року Жовтневим РВК Харкова. З 14 грудня того ж року служив командиром вогневого взводу 1051-го стрілецького полку 300-ї стрілецької дивізії. П'ятого лютого 1942 року був легко поранений у ліву ногу поблизу села Мілова, Балаклійського району. 12 липня 1942 року він отримав завдання прикривати відхід полку та дивізії з села Артемівка через село Мартове. Під час відходу радянських військ, зі сторони села Артемівка з'явилася колона німецьких солдат. Згідно інформації з нагородного листка, ворожі військовослужбовці, начебто, були п'яними. Ковальков знаходився з гарматою у сараї на околиці Мартового. Підпустивши ворога на відстань 500-600 метрів, він наказав відкрити вогонь. Йому вдалося вивести з ладу до 200 німецьких солдат, а хто залишилися, вимушені були залягти на 40 хвилин. Дії Ковалькова забезпечили вдалий відхід військ.
З серпня 1942 року служив командиром вогневого взводу 903-го гірськострілецького полку 242-ї гірськострілецької дивізії 56-ї армії. Відзначився під час наступальних та оборонних боїв за висоту 114.1 поблизу станиць Кримської та Неберджаївської. З 1 до 12 липня 1943 року, під час стрільби прямою наводкою із закритих та відкритих позицій, знищив п'ять ДЗОТів, спостережний пункт та до взводу ворожих солдат. 18 вересня, під час наступу на висоту 350.2 у Новокримському районі, висунув свої гармати до бойових позицій піхоти. Скоригував вогонь гармат на ворожу мінометну батарею та знищив її, тим самим допомігши взяти висоту. 23 вересня був тяжко поранений у праву ногу, під час боїв поблизу станиці Гостагаєвської. Пораненим був евакуйований до шпиталю № 2133 у місті Сочі.
Помер у 1953 році, похований у Харкові на другому міському кладовищі.

## Нагороди
- орден Червоної Зірки (24.11.1943)
- орден Вітчизняної війни II ступеня (6.08.1946)